# 円蔵寺
円蔵寺（えんぞうじ）は、福島県河沼郡柳津町柳津にある臨済宗妙心寺派の寺院。山号は霊巌山。本尊は虚空蔵菩薩。この寺にある虚空蔵堂は「柳津虚空蔵」（やないづこくぞう）として知られ、村松山虚空蔵堂（茨城県東海村）・金剛證寺（三重県伊勢市）などと共に日本三虚空蔵のひとつに数えられる。また、「福満虚空蔵」とも称される。毎年1月7日に七日堂裸まいりが行われる。
「圓蔵寺と奥之院の夕暮れに沈む鐘の音」としてうつくしまの音30景に選定されている。
なお、宮城県登米市にも、同じ「柳津虚空蔵尊」を名乗る宝性院がある。この寺院も日本三虚空蔵のひとつを名乗っており混同されることも多いため、円蔵寺を「会津柳津虚空蔵尊」、宝性院を「宮城柳津虚空蔵尊」などと表記して区別することがある。

## 歴史
この寺の創建年代等については諸説あって不詳であるが、縁起などによれば807年（大同2年）空海作とされる虚空蔵菩薩を安置するため、徳一が虚空蔵堂を建立したのが始めとされる。円蔵寺は虚空蔵堂（柳津虚空蔵堂）の別当寺として建立されたと伝えられる。南北朝時代の至徳年間（1384年～1387年）臨済宗に改められ、江戸時代に入って一時真言宗に属することとなったが、1627年（寛永4年）に臨済宗に復帰している。
奥之院弁天堂は室町時代の建立で、重要文化財に指定されている。なお、奥之院は円蔵寺とは別の宗教法人となっている。

## 文化財
- 重要文化財（国指定）
  - 奥之院弁天堂

## 福満虚空蔵尊伝説
毒もみ漁伝説
江戸時代初期慶長のころ、当時の会津藩主、蒲生秀行は、柳津の只見川に遊びにきていたが、魚を大量にとってやろうと思い、上流の出倉（いずくら）付近から胡桃の皮、山椒、渋柿などを200人に背負わせて大量に流し込んだ。多くの魚はプカプカ浮き上がり、それを秀行はよろこんで見ていたらしい。付近の住民は「こんな殺生なことをして虚空蔵さまの撥(ばち）でもあたらないといいが」と言っていたという。言わずもがな翌年1611年夏に会津地震が発生、Ｍ6.9ともいわれ、円蔵寺の舞台は只見川に崩れ落ちたほか、若松城の天守も大きく傾き、石垣も崩壊したという。秀行は心労がつづいたのか翌年謎の早世をとげる。しかし、徳一が虚空蔵菩薩を刻んだ時の木片の化身といわれた魚渕(うおぶち)のウグイは一尾も死ななかったといい、今も魚渕に大量の銀鱗を見ることができるのである。
おぼだき観音伝説
江戸時代の元禄のころ、会津は高田の袖山（現、会津美里町旭・袖山）というところに五代目馬場久左衛門という信心深い人がおり特に福満虚空蔵尊を厚く信仰していた。ある時、五穀豊穣と子孫繁栄を発願し、福満虚空蔵尊に丑の刻参りをしていたという。いよいよ満願の夜、羽織に手甲、新しい草鞋と身支度も万全、袖山から高田を経て八反道、旧柳津街道(田澤通り)を進んだ。最後の早坂峠にさしかかった時、漆黒の闇にもかかわらず、辺りがぼーっと明るくなったかと思うと、赤子をだいたひとりの女にあう。散らし髪に白いほほ、久左衛門はおもわず息をのんだ。女が言うには「旅の方ちょうどよい、私はこのおぼ(乳呑み児)の世話で、長い間髪をゆう暇もありませんでした。しばしこの子を預かってはくださらんか？」「髪をゆう間、この子を泣かせずにあやしてくれたら褒美を授けましょう。さもなくば・・・」とのこと。平地２里、山道３里の道中でましてやこの刻、魔性の女であることは確信していた。久左衛門は古老から聞かされたことがハッと思い当たって、喉を噛まれないよう赤子に目を会わせず外向きに受け取ると、自分の羽織の紐を赤子の顔の前に垂らしてあやしていた。この羽織の紐は左右の長さが違うのであるが、赤子は紐の先端を合わせようと夢中でキャッキャいいながら引っ張り続けていたという。やがて東の空が白み始めて一番鶏が鳴き始める頃、やっと女の髪ゆいが終わり、「よくぞ、この子を泣かせずあやしてくれました。大変お世話になりました」という間もなく女は消え去り、久左衛門の手には赤子の代わりに金の重ね餅が握らせられていたという。これを持ち帰って、代々大事に取り扱ったところ、大分限者(長者)になった。久左衛門はのちに早坂峠(現-柳津森林公園)におぼ抱き観音をまつったのである。

## 行事
- 七日堂裸まいり（1月7日）
- 稚児行列（8月10日）[2]
- 十三講まいり - 数えで13歳になった子どもが対象[2]。

## 門前町

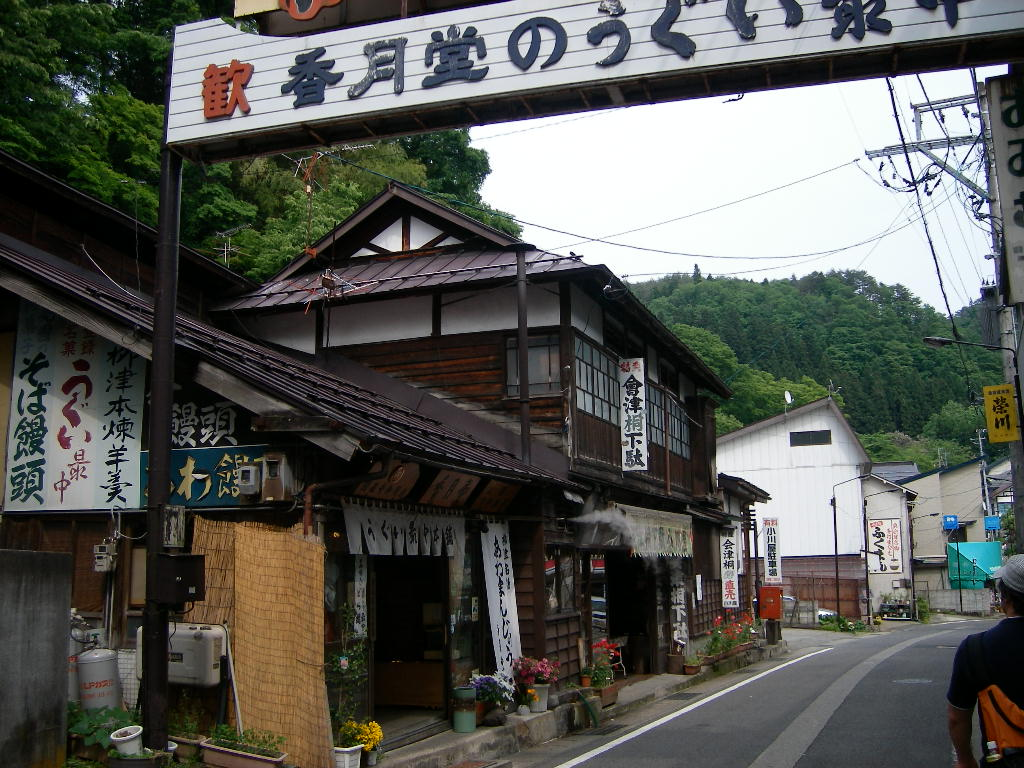
饅頭屋が並ぶ門前町

門前町には粟饅頭屋が軒を連ね、「あかべこ通り商店街」が形成されている。門前町ではかつて柳津六坊と呼ばれるなど宿坊の町としての歴史もあり、現在でも柳津温泉の源泉を利用した温泉宿が営業を続けている。

## アクセス
- JR只見線 会津柳津駅から徒歩10分。